# The Heart of a Cowboy
The Heart of a Cowboy è un cortometraggio muto del 1909 scritto, prodotto, interpretato e diretto da Gilbert M. 'Broncho Billy' Anderson.

## Produzione
Il film, che fu prodotto dalla Essanay Film Manufacturing Company, venne girato a Morrison, in Colorado.

## Distribuzione
Distribuito dall'Essanay Film Manufacturing Compan, il film - un cortometraggio in una bobina - uscì nelle sale cinematografiche USA il 25 dicembre 1909.